# Wasserbehälter (Ober-Hilbersheim)

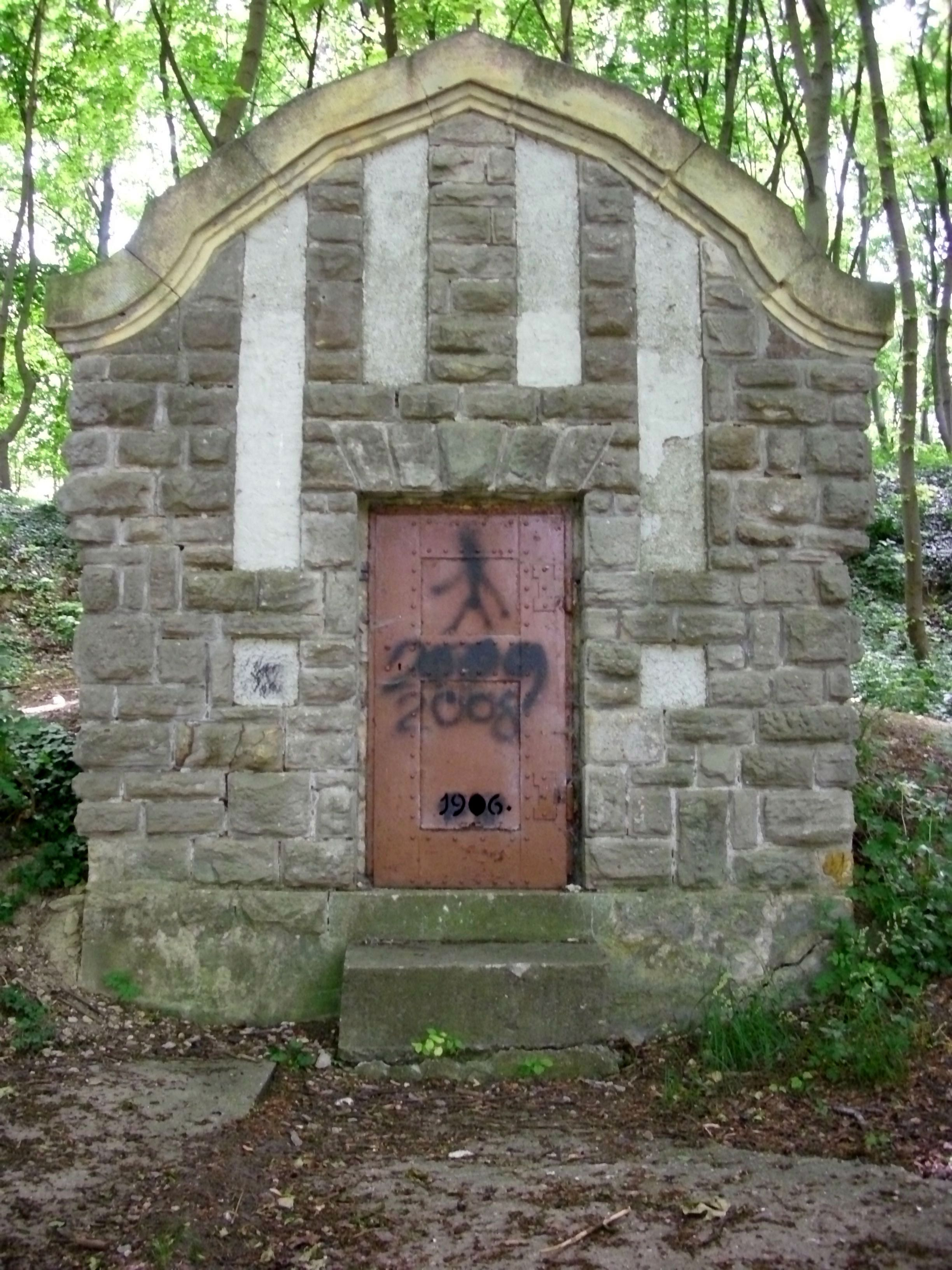
Wasserbehälter in Ober-Hilbersheim

Der Wasserbehälter in Ober-Hilbersheim, einer Ortsgemeinde im Landkreis Mainz-Bingen in Rheinland-Pfalz, wurde 1906 errichtet. Der Wasserbehälter nordöstlich des Ortes an der Jahnstraße ist ein geschütztes Kulturdenkmal.
Der Typenbau in Formen des Jugendstils aus Sandstein-Bossenquadern ist mit der Jahreszahl 1906 bezeichnet.
Das Bauwerk wurde von der Großherzoglichen Kulturinspektion Mainz errichtet. Der Wasserbau-Ingenieur und Baubeamte Bruno von Boehmer entwarf und leitete von 1897 bis 1907 die Modernisierung der Wasserversorgung großer Teile Rheinhessens.